# 26世纪
| 千纪： | 2千纪 \| 3千纪 \| 4千纪                                                                                              |
| 世纪： | 23世纪 \| 24世纪 \| 25世纪 \| 26世纪 \| 27世纪 \| 28世纪 \| 29世纪                                                   |
| 年代： | 2500年代 \| 2510年代 \| 2520年代 \| 2530年代 \| 2540年代 \| 2550年代 \| 2560年代 \| 2570年代 \| 2580年代 \| 2590年代 |

2501年1月1日至2600年12月31日的这一段期间被称为26世纪。

## 天文现象
- 2515年4月7日世界时10时37分，火星掩海王星。
- 2518年1月25日世界时22时41分，金星掩土星。
- 2599年，火星与木星三合。

## 科幻作品中的26世纪
- 科幻作品艾莉塔：戰鬥天使，未來26世紀，科技發展，人類與機械改造合成人共存。
- 電子遊戲Xenosaga中的T.C.紀年開始於2510年，而在該遊戲中，人類於此時因為Zohar流出的能量引起的事象變移，因而逃離地球。
- 《星际争霸》系列的主要剧情设定在25世纪末期至26世纪初期（2499年—2502年）。
- 科幻作品最後一戰系列中，2525年，由幾個種族的外星人所建立的星盟開始攻擊人類的太空殖民地。
- 電子遊戲最後一戰:戰鬥進化中，2552年9月人類和星盟發現光環，故事在此正式開始。